# Die Braut sagt leider nein
Die Braut sagt leider nein ist ein Roman von Kerstin Gier, 1997 im Bastei Verlag erschienen und auch als E-Bookversion zu erhalten.

## Handlung
Elisabeth Jensen ist rundherum zufrieden mit ihrem Leben. Sie ist glücklich mit ihrem Alex, der sie auf der Hochzeit von gemeinsamen Freunden fragt, ob sie zusammen ziehen möchten und sie ist sich sicher, dass nur Alex und niemand sonst ihr den Ehering anstecken darf.
Einziger Wermutstropfen in ihrem Leben sind die Mütter des ersten Kinderkontaktkreises, den sie leitet. Da sie selbst kein Kind hat, lehnen die Mütter sie ab und finden alles, was sie vorschlägt, ziemlich blöd. Im wöchentlichen „Blitzlicht“ berichten die Mütter reihum von den Erlebnissen der Woche und finden nur Superlative. Ihre Kinder sind ohne Ausnahme brav, schlafen durch. Manche Mütter sprechen ihre Kinder mit Herr oder Frau und dem Nachnamen an und verfallen dabei sogar in die Höflichkeitsform. Elisabeth werfen sie vor, dass sie die Kinder nicht ernst nehmen würde und durch ständige Unterschätzung ihre persönliche Weiterentwicklung hemmen würde. Die Mütter der zweiten Gruppe bilden einen willkommenen Gegenpol. Sie geben im wöchentlichen „Blitzlicht“ ihre Schwierigkeiten offen zu und begegnen Elisabeth freundlich.
Mit ihrer Kollegin und Freundin Hanna verbindet sie ein sehr herzliches Verhältnis. Hannas Beziehung ist nicht sehr erfüllend und sie hat permanent den Verdacht, dass ihr Freund Heiko sie betrügt. Hanna stellt die Theorie auf, dass alle Männer ihre Frauen betrügen und dass auch Elisabeth das merken wird, sobald ihre Hormone nicht mehr perfekt mit denen von Alex im Gleichklang schwingen.
Elisabeth hat ein Baugrundstück mit wunderschöner Aussicht von 2000 m² geerbt, und Alex und sie möchten dort ein Traumhaus errichten und zusammen alt werden. Vorher leben sie harmonisch zusammen in einer Einzimmerwohnung. Und obwohl Freunde und Bekannte gewarnt haben, dass das Zusammenleben auf so engem Raum nie gut gehen kann, kommen sie wunderbar aus. Im Frühjahr soll auch die Finanzierung stehen und der Hausbau kann beginnen.
Als sie ihren Alex einmal im Büro anruft, geht eine Praktikantin ans Telefon. Ihre Kollegin Hanna macht das sofort misstrauisch und warnt Elisabeth. Als sie Alex am Abend nebenbei darauf anspricht, gibt er vor, gar nicht genau zu wissen, wie sie aussieht und Elisabeth ist sehr beruhigt.
Als an einem Sonntag Abend sein Freund Björn unerwarteterweise zu Besuch kommt, ohne dass Elisabeth gefragt wird, reagiert sie wütend und verlässt im Streit die Wohnung. Alex sucht sie überall und ruft ihre Freunde an. Am Ende versöhnen sie sich und er fragt, ob sie ihn heiraten will. Elisabeth stimmt begeistert zu.
Als Erstes erfährt es ihre Freundin Hanna, die sich für sie freut. Freund Björn ruft an, um zu gratulieren, und lässt durchblicken, dass Alex eigentlich Blondinen bevorzugt, aber dass er sich bei so einem Wahnsinnsgrundstück auch mit brünett zufriedengibt. Elisabeth legt beleidigt auf und streicht Björn von der Gästeliste.
Selbst ihre Cousine aus der Pfalz, die mit einem geizigen Steuerberater zusammenlebt, ruft an, um zu gratulieren. Sie teilt ihr mit, dass die Nachricht auch ihren Bruno auf die Idee gebracht hat, zu heiraten. Susanne war lange Zeit Elisabeths großes Vorbild mit farbigen Haaren, Piercings, ausgeflippten Klamotten und als offizielles schwarzes Schaf und negatives Beispiel der Familie. Als die Familie ihr die Unterstützung versagt und ihre WG sich auflöst, zieht sie bei Bruno ein und passt sich seiner Lebensweise an.
Die Eltern von Elisabeth und Alex freuen sich für die beiden. Alex Mutter gibt zu bedenken, dass der Wunsch nach einer kleinen Hochzeit im Wintergarten von Elisabeths Mutter eine Illusion ist und viele Verwandte Ansprüche erheben werden, zur Hochzeit eingeladen zu werden. Auch Alex’ Vater möchte bei den Hochzeitsvorbereitungen mitreden und spricht sich gegen den angestrebten Termin im Mai aus. Alex überlässt es Elisabeth, die Diskussion zu führen und begründet es damit, dass er sich seinem Vater gegenüber immer wie ein kleiner Junge fühlen wird.
Inzwischen hat Hanna ein fürchterliches Wochenende verbracht. Sie hat ihren Freund beschattet und festgestellt, dass ihr ungutes Gefühl berechtigt ist. Er hat eine andere Frau. Während sie enttäuscht heimfährt, beschließt sie, die Beziehung selbst zu beenden und ihm zu erzählen, dass sie einen anderen Mann kennengelernt hat. Das Vorhaben wird dadurch vereitelt, dass Heiko am Sonntag vor ihrer Tür steht und alles beichtet. Sie erkundigt sich nach Elisabeths Wochenende und diese eröffnet ihr, dass sie möglicherweise schwanger ist. Am gleichen Tag gewinnt erhält sie sogar die Anerkennung der 1. Müttergruppe und glaubt nun tatsächlich, schwanger zu sein, weil die unangenehmen Frauen in ihr keine Aggressionen mehr auslösen. Hanna bietet ihr an, einen Schwangerschaftstest zu besorgen während sie sie um die 2. Müttergruppe kümmert, Elisabeth stellt allerdings das Eintreffen ihrer Periode fest. Als sie Alex anruft, der sich auf einer Baustelle in einer anderen Stadt befindet, geht wieder die Praktikantin Tanja ans Telefon. Alex sagt ihr liebevoll, dass er Tanja die ganze Zeit von ihr erzählt und dass er sie sehr vermisst.
Am nächsten Tag erscheint eine seltsame Besucherin im Büro, die zu Frau Jensen will, um sich für einen Mutter-Kind-Kurs anzumelden. Sie sagt Elisabeth, dass ihr Kind noch nicht geboren ist und nach seinem Vater Alexander heißen soll. Danach beleidigt sie Elisabeth, indem sie ihr sagt, dass Elisabeth ein altmodischer Name ist und zu einer Frau mit breiten Hüften und strähnigen Haaren passen würde. Hanna ist sofort sehr misstrauisch, aber Elisabeth wehrt alle Einwände ab.
Nach einem perfekten, gemeinsam verbrachten Weihnachtsfest, ist Alex ab Neujahr kaum noch zu Hause. Er muss außerhalb auf einer Baustelle arbeiten und bleibt auch oft über die Wochenenden fort. Elisabeth bleibt mit dem Bauvorhaben und den Hochzeitsvorbereitungen allein. Unerwartete Hilfe erhält sie von Hilde, der Mutter von Alex. Hilde erpresst sogar Alex’ Vater, die Hochzeit zu finanzieren, indem sie droht, sonst im Tennisclub zu erzählen, dass er zu geizig ist. Die Nachbarin und Wahrsagerin Kassandra begegnet Hilde und teilt mit, dass diese Frau nicht die eiskalte, berechnende Frau ist, die sie in den Karten gesehen hat.
Als es beim Bau Probleme gibt wegen eines noch nicht genehmigten Sickerschachts, muss Elisabeth auch das allein regeln. Sie ruft auf der Gemeindeverwaltung an und erhält Hilfe von einem Beamten, der sie zum Kreisbauamt schickt und verspricht, dort schon einmal anzurufen und sich bei der Frage nach seinem Namen mit „Bond, James Bond“ vorstellt. Auf dem Kreisbauamt erhält Elisabeth die Genehmigung, bevor missgünstige Nachbarn eine Beschwerde einlegen können. Auf dem Rückweg gibt sie als Dank eine Flasche Martini für den netten Beamten ab und erfährt dabei seinen Namen.
Drei Wochen vor der Hochzeit hat Elisabeth immer noch kein Kleid. Elisabeth ist bei dem ganzen Stress sehr übel und sie fühlt sich nicht wohl. Mit Hanna fährt sie zu einem Laden mit besonderen Abendkleidern. Sie bekommt ein Kleid aus der Vorjahreskollektion verbilligt, welches sie traumhaft schön findet und das „Champagner nach geglückter Flucht“ heißt. Plötzlich muss sie sich im Verkaufsraum übergeben. Hanna bringt sie sofort zum Arzt und er eröffnet ihr, dass sie schwanger ist.
Elisabeth will ihrem Alex die Nachricht persönlich überbringen und fährt mit dem Zug zu ihm. Sie überredet den Portier, sie in das Zimmer von Alex zu lassen, mit dem Hinweis, dass sie seine Verlobte ist und ihn überraschen will. Sie versteckt sich im Bad und erwartet ihn. Gerade als sie sich verführerisch in den Türrahmen lehnen will, klopft es an die andere Tür. Alex öffnet und die seltsame Frau steht im Bademantel in der Tür. Es stellt sich heraus, dass es Tanja, die Praktikantin ist.
Während Alex und Tanja miteinander beschäftigt sind, schleicht sich Elisabeth aus dem Hotelzimmer und lässt sich zum Bahnhof fahren. Der einzige Zug, der in der Nacht noch fährt, geht nach Speyer. In der Nähe wohnt ihre Cousine. Susanna nimmt sie für eine Nacht auf und tröstet sie. Bruno gibt ihr Ratschläge, wie sie mit dem Haus verfahren kann, das noch nicht fertig gebaut ist.
Am nächsten Tag holt Hanna sie vom Bahnhof ab und unterbreitet ihr den Vorschlag, dass sie das Haus zusammen fertig bauen und bewohnen können. Elisabeth beschließt, Alex erst in letzter Minute zu sagen, dass aus der Hochzeit nichts wird. Ihre Lieblingsfantasie rankt sich darum, ihm den Korb vor dem Altar zu geben und ihm den Brautstrauß um die Ohren zu schlagen. Einziges Hindernis ist die Tatsache, dass die kirchliche Trauung erst nach der Standesamtlichen Trauung stattfinden kann und Elisabeth dann mit Alex schon verheiratet wäre. Hanna kommt auf eine rettende Idee.
Am Hochzeitstag ist Alex überwältigt von seiner schönen Braut. Das Wetter ist perfekt und es könnte der perfekte Tag werden. Elisabeth gibt Alex vor dem Altar einen Korb und hat dabei noch eine besondere Überraschung für ihn bereit. Sie beschließt, das Kleid auf keinen Fall umzutaufen.

## Personen
- Elisabeth: leitet zwei Kinderkontaktkreise, hat ein großes Baugrundstück mit Bach geerbt
- Alexander: Architekt und Verlobter von Elisabeth
- Hanna: Elisabeths beste Freundin und Kollegin
- Kassandra: Nachbarin und Wahrsagerin
- Hilde: Mutter von Alexander, hat sich vor 10 Jahren von seinem Vater getrennt, weil sie das ständige Genörgel satt hatte
- Horst: Alexanders Vater und sehr autoritär
- Silvia: seine zweite Frau, hat alles im Haus so belassen, wie es von Alexanders Mutter eingerichtet wurde

## Hintergrund
Einige Figuren kommen auch in anderen Büchern vor, wie zum Beispiel Susanna aus Männer und andere Katastrophen oder die Dame aus der Boutique mit den ausgeflippten Abendkleidern, die hier gar nicht mit Namen genannt wird. Das Buch wurde 2017 unter den Namen Chaos-Queens: Die Braut sagt leider nein von Vivian Naefe verfilmt und wurde am 9. April 2017 im ZDF erstausgestrahlt.